# Болеславиці (Поморське воєводство)
Болеславиці (пол. Bolesławice, нім. Ulrichsfelde) — село в Польщі, у гміні Кобильниця Слупського повіту Поморського воєводства.
Населення — 280 осіб (2011).
У 1975-1998 роках село належало до Слупського воєводства.

## Демографія
Демографічна структура станом на 31 березня 2011 року:
|          | Загалом | Допрацездатний вік | Працездатний вік | Постпрацездатний вік |
| -------- | ------- | ------------------ | ---------------- | -------------------- |
| Чоловіки | 140     | 23                 | 107              | 10                   |
| Жінки    | 140     | 22                 | 97               | 21                   |
| Разом    | 280     | 45                 | 204              | 31                   |